# 27 Arietis
27 Arietis (27 Ari / HD 15596 / HR 731) es una estrella de magnitud aparente +6,23 situada en la constelación de Aries. Sin letra griega de Bayer, es conocida generalmente por su número de Flamsteed. Se encuentra a 313 años luz de distancia del sistema solar.
27 Arietis es una estrella amarilla, clasificada como gigante o subgigante, de tipo espectral G5III-IV cuya temperatura superficial es de 4804 K. Su luminosidad es 36 veces mayor que la luminosidad solar. La medida de su diámetro angular (0,00093 segundos de arco) ha permitido calcular su diámetro, 12 veces mayor que el del Sol.
Su metalicidad parece ser significativamente menor que la solar, con una relación entre los contenidos de hierro e hidrógeno 5 veces menor que la que presenta el Sol. 
Es una estrella más antigua que el Sol, con una edad estimada de 8810 ± 2120 millones de años.
27 Arietis está considerada una estrella del disco grueso galáctico. Estas estrellas se mueven en órbitas distantes del centro del plano galáctico. La órbita de 27 Arietis la lleva a alejarse hasta 1,13 kiloparsecs del centro del plano galáctico.